# Зайдер, Мейер
Мейер Зайдер (? — 1930) — начальник охраны Перегоновского сахарного завода в 1922—1925 годах, получивший известность тем, что 6 августа 1925 года застрелил известного военного деятеля СССР Григория Котовского.

## Биография
О жизни Зайдера по прозвищу «Майорчик» до Октябрьской революции достоверной информации мало. Известно, что до 1920 года он содержал один из самых известных и респектабельных публичных домов в Одессе. Также он поставлял женщин в Стамбул. Зайдер был весьма состоятельным человеком и даже собирался покупать особняк с шикарным видом на Чёрное море.
В то же время в Одессе действовало большевистское подполье, возглавлявшееся Григорием Котовским. Оно принимало участие в налётах на тюрьмы и контрразведку генерала Деникина, изымало оружие и переправляло его приднестровским партизанам, устраивало диверсии на железных дорогах.

## Знакомство с Котовским
Зайдер и Котовский познакомились при следующих обстоятельствах. Однажды, спасаясь от преследования, последний в форме капитана артиллерии зашёл к нему, обратившись прямо с порога:
Я Котовский. Мне нужен ключ от вашего чердака... (после получения ключа) Вы не видели сегодня никакого капитана. Не так ли?
Зайдер спрятал Котовского у себя на чердаке. Ночью тот, переодевшись в штатское и надев парик, спустился и покинул его квартиру, сказав, что он теперь его должник.
В 1919 году Зайдер был адъютантом у известного одесского налётчика Мишки Япончика, был известен под кличкой «Майорчик». В 1920 году Зайдер стал безработным, так как окончательно установленная в Одессе советская власть закрыла публичный дом, принадлежавший ему. В течение двух лет он перебивался случайными заработками. В 1922 году Зайдер узнал, что в Умани расквартирован кавалерийский корпус, которым командовал его должник Котовский, он отправился к нему с просьбой о помощи. Котовский помог Зайдеру, устроив того начальником охраны Перегоновского сахарного завода, расположенного близ Умани. Зайдер, в свою очередь, помогал Котовскому в обустройстве быта его корпуса. Так, его идеей было заготовление кож котовцами и обмен их в Иванове на ткани, шедшие на обмундирование. Зайдер, по воспоминаниям очевидцев, был очень благодарен Котовскому за помощь, так как найти работу в начале 1920-х годов было очень тяжело, и на биржах труда стояло порядка полутора миллионов человек (по состоянию на 1925 год).

## Убийство Котовского

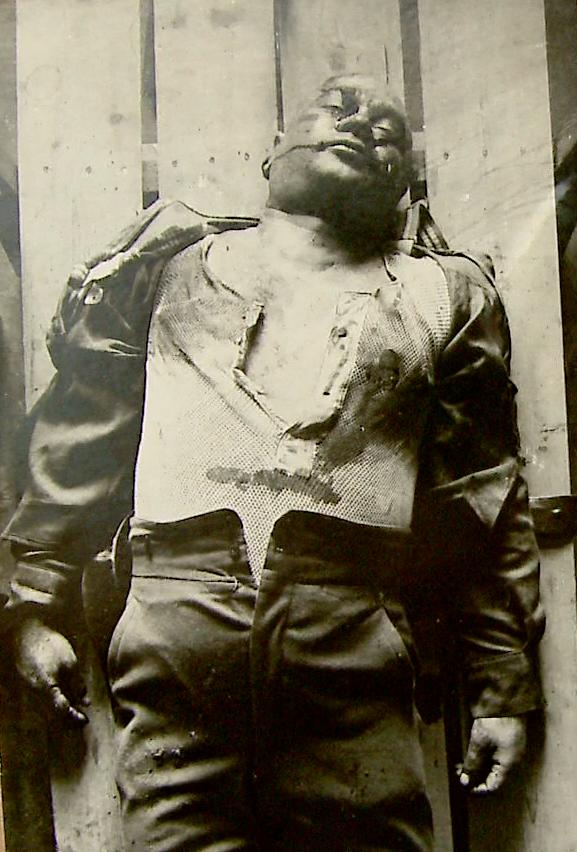
Тело Котовского после убийства

В начале августа 1925 года Зайдер приехал в совхоз Чабанка, где временно жил Котовский. Свой приезд он мотивировал тем, что хочет помочь его семье собраться в обратную дорогу. Возможно, что Котовский заранее знал о приезде Зайдера, но не мешал этому, полностью доверяя ему.
Вечером 5 августа 1925 года Котовского пригласили на «костёр» в расположенном неподалёку от Чебанки Лузановском пионерлагере, после чего тот вернулся домой. Приблизительно в 23:00 по случаю отъезда Котовского жившие по соседству красные командиры решили устроить ему торжественные проводы. Жена Котовского так вспоминала момент убийства:
…Котовский с неохотой пошел, так как не любил таких вечеров и был утомлен: он рассказывал пионерам о ликвидации банды Антонова, а это для него всегда значило вновь пережить большое нервное напряжение. Вечер, как говорится, не клеился. Были громкие речи и тосты, но Котовский был безучастен и необычайно скучен. Часа через три стали расходиться. Котовского задержал только что приехавший к нему старший бухгалтер Центрального управления военно-промышленного хозяйства. Я вернулась домой одна и готовила постель. Вдруг слышу короткие револьверные выстрелы — один, второй, а затем — мертвая тишина… Я побежала на выстрелы… У угла главного корпуса отдыхающих вижу распластанное тело Котовского вниз лицом. Бросаюсь к пульсу — пульса нет…
Пуля, выпущенная убийцей из револьвера, попала Котовскому в аорту. Смерть наступила мгновенно. На выстрелы прибежали соседи. Убийца вскоре объявился сам. Сын Котовского вспоминал:
…Вскоре после того, как отца внесли на веранду, а мама осталась у тела одна, сюда вбежал Зайдер и, упав перед ней на колени, стал биться в истерике: «Это я убил командира!..». Маме показалось, что он порывался войти в комнату, где спал я, и она, преградив Зайдеру путь, крикнула: «Вон, мерзавец!». Зайдер быстро исчез…
На рассвете того же дня Зайдер был арестован. Во время следствия и на суде он полностью признал свою вину, правда, часто менял показания. Так, на следствии он утверждал, что застрелил Котовского из ревности, а на суде заявил, что убил его потому, что тот не повысил его по служебной лестнице. Суд состоялся в августе 1926 года. Зайдер был приговорён к 10 годам лишения свободы. Из приговора были исключены пункты обвинения в сотрудничестве с румынскими спецслужбами.
Наказание Мейер Зайдер отбывал в харьковском доме предварительного заключения, вскоре он уже стал заведующим тюремным клубом и был переведён на бесконвойную систему содержания и получил право свободного выхода из тюрьмы в город. В 1928 году, не просидев в тюрьме и трёх лет, Зайдер был освобождён условно-досрочно за примерное поведение. После освобождения он устроился на работу сцепщиком железнодорожных вагонов.
Осенью 1930 года 3-я Бессарабская кавалерийская дивизия, расквартированная в Бердичеве, праздновала десятилетие своего боевого пути. По случаю юбилея должны были состояться праздник и манёвры, на них были приглашены ветераны дивизии, в том числе и вдова Григория Котовского — Ольга Петровна, некогда служившая врачом в его бригаде. Однажды вечером к ней пришли три её бывших сослуживца и сказали, что Мейер Зайдер приговорён ими к смертной казни. Котовская пыталась им возражать, говоря, что Зайдер — единственный свидетель убийства её мужа, и убивать его ни в коем случае нельзя, но её доводы не убедили готовивших убийство. Намереваясь помешать им, Котовская обратилась к командиру дивизии Мишуку и политотделу дивизии.
Вскоре стало известно, что Мейер Зайдер был убит в Харькове, неподалёку от местного железнодорожного вокзала. Труп его был обнаружен на полотне железной дороги. Вероятно, что, задушив его, ликвидаторы бросили Зайдера на рельсы в надежде сымитировать несчастный случай, но поезд опоздал, и их план провалился. Как впоследствии удалось установить, убийство совершили три кавалериста, служивших вместе с Котовским — некие Стригунов, Вальдман и третий, личность которого так и не известна до сих пор. Убийцы Зайдера осуждены не были. По воспоминаниям сына Котовского Григория Григорьевича, главным организатором убийства Зайдера был одессит Вальдман, в 1939 году он был расстрелян по совсем другому делу.
До сих пор многие исследователи убийства Котовского убеждены, что Зайдер был не единственным и не самым главным преступником, а действовал под чьим-то руководством. Материалы об убийстве Котовского были засекречены.
Дружба Зайдера с Мишкой Япончиком и убийство Котовского, как акт мести, стали одной из сюжетных линий сериала «Жизнь и приключения Мишки Япончика», 2011 г. Роль Мейера Зайдера (также в сериале фигурирует под именем «Изя Майорчик») исполнил 
Алексей Филимонов.

## Галерея
- Фотоснимки М. Зайдера после ареста